# Curgeți, lacrimile mele, zise polițistul
Curgeți, lacrimile mele, zise polițistul (1974) (titlu original Flow My Tears, the Policeman Said, parodiat drept The Android Cried Me a River în VALIS) este un roman science fiction de Philip K. Dick. Narațiunea îl urmărește pe un celebru cântăreț și star de televiziune, îmbunătățit genetic, care se trezește într-o lume în care el nu exista. Cadrul romanului este o distopie futuristă, în care Statele Unite au devenit un stat polițienesc în urma unui al doilea Război Civil. A fost nominalizat la premiul Nebulaîn 1974, premiul Hugo în 1975 și a primit premiul John W. Campbell Memorial pentru cel mai bun roman science fiction în 1975.

## Intriga
Instituțiile democratice ale Statelor Unite au colapsat în urma unui al doilea Război Civil. Garda Națională („nații”) și forțele de poliție („polii”) au restabilit ordinea prin intermediul unei dictaturi în fruntea căreia se află un „Director”. Rezistența în fața regimului este concentrată în campusurile universitare, în care foștii studenți își duc existența în kibuțuri. Folosirea drogurilor este larg răspândită și vârsta de la care se poate exprima consimțământul a fost coborâtă la 12. Majoritatea deplasărilor se fac cu ajutorul avioanelor personale, ceea ce permite acoperirea unor distanșe mari într-un timp scurt.
Romanul începe cu protagonistul, Jason Taverner, un cântăreț care este gazda propriei emisiuni de televiziune, cu o audiență de 30 de milioane de telespectatori. Invitatul special al emisiunii este iubita lui, cântăreața Heather Hart. Amândoi sunt Rang Șase - membrii ai unei clase elitiste de oameneni modificați genetic. După plecarea din studio, Taverner primește un telefon de la o fostă iubită, care-i cere s-o viziteze. Când Taverner sosește în apartamentul ei, îl atacă cu ajutorul unei forme extraterestre parazite. Bărbatul reușește să-și îndepărteze din corp doar o parte din organismul parazit, dar este salvat de Hart și dus la un spital.
Taverner se trezește în dimineața următoare într-un hotel amărât, fără acte de identitate. În liăsa acestora, trecerea prin numeroasele puncte de control ale poliției care împânzesc orașul va determina încarcerarea sa într-un lagăr de muncă forțată. După o serie de telefoane care-i dovedesc că niciunul dintre prietenii săi nu-l cunoaște, este nevoit să ceară ajutorul recepționistului hotelului, care îl duce la Kathy Nelson, o fată care se ocupă cu fabricarea actelor de identitate false. Fata lucrează, în același timp, pentru poliție, dar îi promite lui Taverner să nu-l dea de gol, cu condiția să petreacă o noapte cu ea. După ce se convinge că actele ei pot trece fără probleme de punctele de control, Taverner se trezește față în față cu Inspectorul McNulty, care l-a reperat prin intermediul unui cip implantat de recepționerul hotelului. Fosta vedetă este chemată la secție pentru a i se stabili identitatea.
Acolo, McNulty raportează eronat numele omului ca fiind Jason Tavern, ajungând la concluzia că ar fi vorba despre un mecanic de motoare diesel din Wyoming. Taverner îi cântă în strună inspectorului, explicând diferența fizică față de original cu ajutorul chirurgiei estetice. McNulty acceptă explicația și-l eliberează. Până la finalizarea celorlalte verificări de identitate, îi înmânează lui Taverner un permis general, valabil o săptămână. Fosta vedetă pleacă la Las Vegas, unde întâlnește o iubită din tinerețe, Ruth Gomen. Deși nici ea nu-l mai recunoaște, reușește s-o seducă și să ajungă în apartamentul ei. La ordinele Generalului de Poliție Felix Buckman, forțele de poliție îl saltă de acolo și-l aduc la Academia de Poliție din Los Angeles.
Buckman în persoană îl interoghează pe Taverner și își dă seama că acesta nu știe de ce nu pare să existe în acea lume. Cu toate acestea, el suspectează existența unui complot care-i are la bază pe cei de Rang Șase. După ce îi plasează un dispozitiv de urmărire, îl eliberează pe Taverner, care este acostat de Alys Buckman - sora și iubita lui Felix. Alys îi îndepărtează dispozitivul de urmărire și-l invită la casa pe care o împarte cu propriul frate. Pe drum, îi dezvăluie că știe că el este un star de televiziune și-i arată două exemplare ale discurilor lui.
Ajunși la reședința Buckmans, Taverner acceptă oferta lui Alys de a lua mescalină, dar are o reacție violentă la drog. Când o găsește pe Aly întinsă pe podeaua băii - redusă la stadiul de schelet - fuge și apelează la ajutorul lui Mary Anne Dominic, o femeie pasionată de olărit. Alături de ea, universul începe să-și recapete vechea coerență, iar Taverner își descoperă înregistrările sale de succes la tonomatul unei cafenele. Lucrul îl încurajează să încerce din nou să ia legătura cu Heather Hart - care-l recunoaște de data aceasta. Mai mult, îi arată un ziar în care se spune că el ar avea legătură cu moartea lui Alys Buckman.
Autopsia descoperă că moartea femeii a fost cauzată de un drog experimental care deformează realitatea. Fiind o fană a lui Taverner, folosirea de către ea a drogului l-a teleportat pe acesta într-un univers paralel în care acesta nu mai există, iar decesul a readus lucrurile în matca lor. Felix Buckman decide să-l acuze pe Taverner de moartea surorii sale, pentru a distrage atenția opiniei publice de la incest. Un scurt epilog care prezintă destinele personajelor leagă laolalră toate firele tematice ale romanului.

## Opinii critice
Criticul de la New York Times, Gerald Jonas, a lăudat romanul, spunând că „Dick explorează cu măiestrie ramificațiile psihologice ale acestui coșmar”, dar consideră finalul „o eroare de calcul artistic și un minus major a ceea ce, în rest, s-a dovedit a fi un roman superb”.
SF Reviews apreciază că avem de-a face cu „un roman profund uman, care analizează rolurile pe care viața ne cere să le jucăm și felul în care ele mai mult ne împiedică decât ne impulsionează dezvoltarea și capacitatea de a comunica substanțial unul cu celălalt”.

## Titlu
Titlul face referire la versurile cântecul Flow My Tears al compozitorului din secolul al XVI-lea John Dowland. Citate din piesă deschid fiecare secțiune majoră a romanului, opera lui Dowland fiind menționată în mai multe opere ale lui Dick. Poemul începe astfel:
Curgeți, lacrimile mele, țâșniți de prin izvoare
Exilat pe veci, lăsați-mă să jelesc
În locul unde-a nopții pasăre își ține infama cântare
Uitat în părăsire, lăsați-mă să trăiesc

## Interpretarea autorului
În "How to Build a Universe That Doesn't Fall Apart Two Days Later," Dick își amintește cum descrierea unui incident din partea finală a cărții (sfârșitul capitolul 27) către un preot l-a determinat pe acesta să observe o similitudine cu o scenă din Faptele Apostolilor din Biblie. În cartea lui Dick, șeful poliției, Felix Buckman, întâlnește într-o stație de benzină un negru cu care simte o puternică legătură emoțională. După ce-i înmânează acestuia desenul unei inimi străpunse de o săgeată, Buckman își ia zborul, dar se întoarce pentru a-l îmbrățișa pe străin, moment în care cei doi pornersc o conversație prietenească. Încapitolul 8 din Faptele Apostolilor, discipolul Filip întâlnește un eunuc etiopian (negru) care stă într-un car și căruia îi explică un pasaj din Isaia, convertindu-l la creștinism.
Dick își amintește în continuare cum, la opt ani de la scrierea cărții, i-a venit în ajutor unui negru necunoscut care rămăsese fără benzină. După ce i-a dat câțiva bani și a plecat, a revenit și l-a ajutat pe om să ajungă la o stație de benzină. Dick și-a dat seama atunci de asemănarea cu incidentul descris anterior în propria carte (contactul cu un negru necunoscut și reîntoarcerea la el).
Dick a mai povestit și despre o experiență neobișnuită avută în vis în perioada în care lucra la carte și despre cum a simțit că trebuia s-o introducă în text. Peste ani, rememorând coincidența biblică trăită după publicarea romanului, a ajuns să-și interpreteze visul ca o cheie care permitea înțelegerea adevăratului mesaj al poveștii, afirmând:
„Descifrat, romanul meu spune o cu totul altă poveste decât cea de la suprafață (…). Adevărata poveste este cu adevărat asta: întoarcerea lui Iisus, acum ca rege, nu ca slujitor menit să sufere. Judecător, nu victima unei judecăți nedrepte. Totul e inversat. Miezul mesajului din romanul meu, fără să-mi dau seama, a fost un avertisment lansat celor puternici: În curând va veni vremea să fiți judecați și condamnați.”

## Adaptări

### Scenă
Mabou Mines a prezentat premiera mondială a adaptării de teatru după Curgeți, lacrimile mele, zise polițistul la Boston Shakespeare Theatre, în perioada 18-30 iunie 1985. Piesa a avut parte de opinii amestecate, dar a beneficiat de relatări ample în mass media din Boston. Linda Hartinian, prietenă cu Dick, a adaptat romanul pentru teatru, realizat decorurile, a interpretat-o pe Mary Ann Dominic și a citit textul din 1981 al lui Dick, "Tagore Letter", la finalul reprezentației.
Boston Phoenix a citat-o pe Hartinian în legătură cu subiectul, în cadrul unui interviu luat înaintea începerii piesei: „[Dick] a fost o persoană pe care am admirat-o și știu că întotdeauna și-a dorit ca una dintre operele sale să aibă parte de adaptare teatrală. Într-o zi, când l-am vizitat, a sări din scaun, a înhățat acest manuscris și mi-a zis 'Vreau să-ți dau ceva, dar nu am nimic, așa că îți dau manuscrisul ăsta, care va valora mulți bani într-o zi.'” Phoenix contină: „Era o ciornă din Curgeți, lacrimile mele și, așa cum avea să descopere Hartinian când s-a apucat să adapteze cartea, conținea multe pasaje care fuseseră îndepărtate din textul publicat, inclusiv o discuție legată de modurile de rememorare a scriitorii decedați, care avea să se dovedească profetică. Evident, Hartinian și-a bazat scenariul pe ediția ei privată.”
Piesa a fost regizată de Bill Raymond, soțul lui Hartinian. „Am ales Lacrimi ca răspuns la pierderea Lindei”, le-a declarat el celor de la Phoenix, „deoarece Curgeți, lacrimile mele este, de fapt, un roman despre mâhnire, jale, nu neapărat despre pierderea identității.”
Piesa a fost jucată de către Mabou Mines în Boston și New York, de către Prop Theatre în Chicago și de către Evidence Room Arhivat în 7 februarie 2012, la Wayback Machine. în Los Angeles. Producția celor de la Evidence Room a avut parte de critici pozitive, printre care s-a numărat una de la Los Angeles Times, care afirma că „piesa este un Dick vechi, care oscilează între inventivitate și paranoia”.

### Film
Pe 1 februarie 2004, Variety a anunțat că Utopia Pictures & Television a achiziționat drepturile de ecranizare pentru trei romane ale lui : Curgeți, lacrimile mele, zise polițistul, VALIS și Radio Free Albemuth. În 2007, Halcyon Company a cumpărat prima opțiune asupra operelor lui Dick, anunțând în mai 2009 că, după Terminator Salvation (2009), intenționează să ecranizeze Curgeți, lacrimile mele, zise polițistul.
O aluzie la carte apare în filmul din 2006 a lui Richard Kelly, Southland Tales, în care un revoluționar underground îmbrăcat în uniformă de poliție (interpretat de Jon Lovitz) spune „Curgeți, lacrimile mele”, în timp ce-și împușcă doi rivali. De asemenea, două dintre personajele principale se numesc Roland și Ronald Taverner.